# Titelschutz
Titelschutz ist der urheberrechtliche oder markenrechtliche Schutz von Namen oder Bezeichnungen von Werken (Druckschriften, Filmwerken, Tonwerken, Bühnenwerken oder sonstigen vergleichbaren Werken). Der Werktitel ist ebenso wie die Marke eine Produktkennzeichnung; er unterscheidet das Werk aber nicht nach seiner Herkunft, sondern nach seinem Inhalt und seiner Beschaffenheit.

## Allgemeines
Nicht nur die Werke selbst, sondern auch deren Werktitel – wie etwa ein Bildtitel, Buchtitel, Musiktitel oder Filmtitel – können für sich urheberrechtlichen Schutz genießen. Ein Titel bezeichnet prägnant den Inhalt eines Werkes und grenzt dieses von anderen Werken ab, um Verwechslungen oder Missbrauch zu vermeiden. Er repräsentiert den auf ein Minimum reduzierten Werkinhalt. Es kann daher notwendig sein, auch diesen Werktitel zu schützen. Ein Titelschutz kann auf vier Arten gewährleistet werden, und zwar durch das Markenrecht, das Wettbewerbsrecht, das allgemeine Zivilrecht (§ 12 BGB), aber auch durch das Urheberrecht. Ein Schutz durch das Urheberrecht setzt voraus, dass es sich bei dem Titel eines Werkes um eine allgemein urheberrechtlich schutzfähige Teilleistung handelt. Die gefestigte Rechtsprechung hält zwar die Möglichkeit eines urheberrechtlichen Titelschutzes allgemein für zulässig, schränkt aber ein, dass im Normalfall die notwendige Individualität und Originalität bei einem Titel nicht gegeben ist, da er meist nur aus wenigen Worten besteht und ein Kurzsymbol für das Werk selbst darstellt. Für den Schutz eines Titels ist das Urheberrecht mithin ungeeignet, so dass insbesondere im geschäftlichen Verkehr der markenrechtliche Titelschutz wirksamer ist. Im Fall unliebsamer Konkurrenz kann das Wettbewerbsrecht als Verteidigungsmittel dienen.

## Rechtliche Grundlagen

### Deutschland
Da Titel lediglich kurze Sprachwerke darstellen, kommt ein Urheberrechtsschutz nicht in Frage. Der Werktitel ist wie die Marke eine Produktkennzeichnung. Als geschützter Titel im Sinne des Markenrechts bezeichnet er gerade nicht Inhalt und Beschaffenheit eines Werkes. Denn ein Titel muss ein Minimum an Unterscheidungskraft aufweisen, um den exklusiven Schutz zu genießen. Wäre er eine rein beschreibende verkürzte Inhaltsangabe, so wäre ein Schutz in aller Regel verwehrt. Da Titel nur aus Schlagworten bestehen, die im Hinblick auf ihre Kürze keine Eigentümlichkeit entfalten können, gehen die überwiegende Rechtsprechung und die herrschende Literaturmeinung bei Titeln grundsätzlich nicht von einem Urheberrechtsschutz aus. Wegen ihrer prägnanten Kürze erreichen sie meist nicht die für eine persönliche geistige Schöpfung notwendige Gestaltungshöhe (§ 2 UrhG).
Der Titelschutz hat seine gesetzliche Grundlage in Deutschland seit dem 1. Januar 1995 in § 5 und § 15 Markengesetz (MarkenG). Ein kennzeichnungskräftiger Titel ist bereits mit dem Erscheinen des Werkes (Tonträger, Buch, Zeitschrift, Film etc.) geschützt – ohne dass es einer Registrierung oder sonstigen Formalität bedarf. Die Anforderungen an die Unterscheidungskraft von Werktiteln sind niedriger als die an die Kennzeichnungskraft von Marken, weil es nicht wie dort um die Unterscheidung der betrieblichen Herkunft, sondern allein darum geht, ob der Begriff von den angesprochenen Verkehrskreisen als Bezeichnung für ein individuelles Werk angesehen wird. Eine Vorverlegung dieses Schutzes noch vor Erscheinen des Titels kann durch das Schalten einer Titelschutz-Anzeige vorgenommen werden, um bereits während der Planungsphase des Werkes Rechtssicherheit in Bezug auf den Namen des Werkes zu bekommen (nicht ausreichend ist eine öffentliche Ankündigung oder Pressemitteilung). Um wirksam zu sein, muss die Titelschutz-Anzeige in einem dafür üblicherweise benutzten Medium und damit in branchenüblicher Weise erfolgen. Dies kann heutzutage natürlich auch über Medien im Internet geschehen. Die alleinige Veröffentlichung einer Titelschutzanzeige (eher dann "Ankündigung in eigener Sache") auf der unternehmenseigenen Webseite hingegen wird nicht ausreichen, da hier nicht angenommen werden kann, dass die Branche das mitbekommt. Wichtig ist, dass das Werk innerhalb angemessener Frist nach Schaltung der Titelschutz-Anzeige, in der Regel nach fünf bis sechs Monaten, auf den Markt kommt, also veröffentlicht wird. Ansonsten erlischt der Titelschutz, und der Titel wird wieder frei. Der Titelschutz endet grundsätzlich mit der Aufgabe des Gebrauchs. Bei Büchern nimmt der Börsenverein des Buchhandels an, dass der Titelschutz erlischt, soweit das Buch seit mehr als 5 Jahren vergriffen ist. Bei periodisch erscheinenden Werken geht man davon aus, dass der Titelschutz 2 Jahre nach Ende der letzten Ausgabe erlischt. Eine starre Regel verbietet sich hier allerdings.
Werktitel sind nach der Legaldefinition des § 5 Abs. 3 MarkenG Namen oder besondere Bezeichnungen von Druckschriften, Filmwerken, Tonwerken, Bühnenwerken oder sonstigen vergleichbaren Werken. Der Schutz beginnt mit Veröffentlichung des Werkes. Der Titel muss geeignet sein, ein mit ihm zusammenhängendes Werk zu identifizieren und von anderen zu unterscheiden und muss ein Mindestmaß an Individualität aufweisen. Auch hier gilt – wie beim titulierten Werk – der Verwechslungs- (§ 15 Abs. 2 MarkenG) und Bekanntheitsschutz (§ 15 Abs. 3 MarkenG). Ein Titel genießt Schutz nach § 5 Abs. 1 Markengesetz nur, wenn er kennzeichnend ist und keine reine Gattungsbezeichnung (wie etwa Auto, Zeitung, Lesebuch) darstellt. Kennzeichnend ist ein Begriff dann, wenn die maßgeblichen Verkehrskreise in die Lage versetzt werden, das mit dem Titel gekennzeichnete Werk von anderen Werken zu unterscheiden. Dem Rechteinhaber wird nach § 15 Abs. 1 MarkenG durch den Erwerb des Schutzes eines Werktitels ein ausschließliches Recht gewährt; dies bedeutet, dass der Inhaber des Titels kraft Gesetzes ein ausschließliches und alleiniges Recht zur Nutzung und Verwertung des Titels erhält. Einem Dritten wird nach § 15 Abs. 2 MarkenG verboten, den Titel im geschäftlichen Verkehr unbefugt in einer Weise zu benutzen, die geeignet ist, Verwechslungen mit dem geschützten Titel hervorzurufen.
Titelschutzanzeigen für Filme, Bücher, Zeitungen, Zeitschriften, Hörfunk, TV, Tonträger, Spiele, Software etc. können in den für Titelschutzanzeigen üblicherweise benutzten Medien veröffentlicht werden. Für Buchtitel ist dies das Börsenblatt des Börsenvereins des Deutschen Buchhandels, außerdem gibt es Anzeigenblätter wie z. B. den Titelschutzanzeiger, das Titelschutz-Journal, das Titelschutz-Magazin oder den Titelschutz-Report beim Interessenverband Deutsches Internet.

### Schweiz
Sofern einem Titel hinreichende Individualität zukommt, genießt dieser als eigenständiges Werk in der Schweiz urheberrechtlichen Schutz nach Art. 2 Abs. 4 Schweizer Urheberrechtsgesetz (URG). Titel müssen von originellem Gepräge sein, Ausdruck einer schöpferischen Tätigkeit, sich von Bestehendem unterscheiden. Dies ist der individuelle Charakter, den die Rechtsprechung voraussetzt. In einer der wenigen einschlägigen Entscheidungen des Schweizer Bundesgerichts zu dieser Thematik wird klargestellt, dass ein Titel „für sich allein“ eher selten urheberrechtlichen Schutz beanspruchen dürfte und präzisiert, ein Titel müsse „die Erhebung in den Rang eines literarischen Kunstwerks“ verdienen. Im Jahre 1951 hatte sich das Bundesgericht mit der Mickey Mouse zu befassen. Es verlangte hier ebenfalls individuellen Charakter: „Eine Maus Mickey zu nennen (englische Formung für Michael), wie man überall den Tieren menschliche Vornamen besonders in Koseform zulegt, und wie in Tiergeschichten menschliche Rufnamen auch mit tierischen Gattungsnamen verbunden werden, ist denn doch allzu naheliegend und gewöhnlich [...]. Wenn das Fremdsprachige der Bezeichnung Mickey-Mouse noch irgendwie originell anmuten sollte, so weicht dieser Eindruck sofort vor der wörtlichen Übertragung ins Deutsche, die ‚Michael Mäuserich‘ lauten müsste. Für die Wahl eines gebräuchlichen Vornamens als Werktitel bedarf es kaum eines geistigen Aufwandes. Und gar schöpferisch ist die Individualisierung einer Tierfigur mittels eines (schon vorhandenen) Vornamens hier so wenig wie sonst.“
In der Schweiz genießen Werktitel weder Wettbewerbs- noch Markenschutz. Art. 3 lit. D UWG verbietet zwar sämtliche Maßnahmen als unlauter, die nebst anderen geeignet sind, Verwechslungen mit Waren, Werken oder Leistungen von anderen herbeizuführen. Allerdings verlangt das Wettbewerbsrecht, dass dem Titel eine betriebliche Herkunftsfunktion zukommen muss. Daran scheitern Werktitel, weil sie meist keine betriebliche Herkunft (wie Buchverlag oder Plattenlabel) offenlegen.

### Österreich
Der Titelschutz ist in Österreich im Wesentlichen in zwei Bestimmungen gesetzlich verankert, und zwar einerseits in § 80 Urheberrechtsgesetz (UrhG) und andererseits in § 9 des Gesetzes gegen den unlauteren Wettbewerb (UWG). Danach darf im geschäftlichen Verkehr weder der Titel oder die sonstige Bezeichnung eines geschützten Werkes der Literatur oder Kunst noch die äußere Ausstattung von Werkstücken für ein anderes Werk auf eine Weise verwendet werden, die geeignet ist, Verwechslungen hervorzurufen. Dazu ist es erforderlich, dass der Titel Unterscheidungskraft aufweist. Die Bezeichnung des Druckwerkes muss etwas Besonderes, Individuelles an sich haben.
Auch in Österreich gilt, dass ein ansonsten nicht unterscheidungskräftiger Titel dann Schutz genießen kann, wenn er Verkehrsgeltung erreicht hat. Der Titelschutz entsteht mit der Ingebrauchnahme des Titels, sofern der Titel unterscheidungsfähig ist. Einer Registereintragung oder der Veröffentlichung einer Titelschutzanzeige bedarf es für den Schutz eines Titels nicht. Mit der Veröffentlichung einer Titelschutzanzeige kann der Schutz des Titels aber bereits vor der Veröffentlichung gesichert werden. Titelschutzanzeigen können in den üblicherweise benutzten Medien veröffentlicht werden. Für Buchtitel ist dies der Anzeiger des Hauptverband des österreichischen Buchhandels, außerdem gibt es Anzeigenblätter wie z. B. das Titelschutz-Journal, oder das Titelschutz-Magazin. Ein Titelschutz kann auch medienübergreifend geltend gemacht werden. So könnte durchaus zwischen dem Buchtitel und dem Titel eines Films Verwechslungsgefahr entstehen.